# Тайтусвилл (Флорида)
Тайтусвилл (англ. Titusville) — город в штате Флорида, США. Административный центр округа Бревард.

## География
Расположен на востоке центральной части штата, в лагуне реки Индиан, к западу от острова Мерритт и космического центра Кеннеди. По данным Бюро переписи населения США площадь города составляет 88,7 км², из них 76,1 км² — суша и 12,6 км² — открытые водные пространства.

## Население
По данным переписи 2010 года население города составляет 43 761 человек.
По данным переписи 2000 года население города насчитывало 40 670 человек. Расовый состав: белые — 83,8 %; афроамериканцы — 12,64 %; азиаты — 0,94 %; коренные американцы — 0,39 %; другие расы — 0,73 %; представители двух и более рас — 1,46 %. На каждые 100 женщин приходится 90,8 мужчин.
Динамика численности населения города по годам:
| 1970   | 1980   | 1990   | 2000   | 2010 ! |
| ------ | ------ | ------ | ------ | ------ |
| 30 515 | 31 910 | 39 394 | 40 670 | 43 761 |